# Pisarz pułkowy
Pisarz pułkowy – stanowisko wojskowe w Rzeczypospolitej szlacheckiej, oficer sztabowy sporządzający raporty o stanie pułku i przekazujący je pisarzowi polnemu oraz do kancelarii grodzkiej Lwowa, gdzie urzędowała komisja odpowiedzialna za przygotowanie i wypłatę żołdu dla wojska]. Od XVIII w. pisarze pułkowi dokonywali samodzielnie popisu (przeglądu) poszczególnych chorągwi i pułków.